# 东协汽车
東協汽車（Asean Car），也称东盟车，东盟汽车，最早由马来西亚第四任首相马哈迪·莫哈末（Mahathir Mohamad）提出打造「东协汽车（Asean Car）」的构想，并由在1980年代领军创立宝腾Proton汽车公司，希望藉由创设国家级的汽车公司，生產并外销汽车到东南亚及其他地区，但未成功。

## 原因
汽车工业的成立是带动国家发展与数千个相关行业的兴起，也等于生产业现代化，并随着陆路交通的发展，东协内消费者对汽车的需求量不断增加。除此之外，马来西亚与日本的长期合作，使马来西亚拥有技术和实力进行自制汽车。

## 第二次推行
2014年，马来西亚首相纳吉·阿都拉萨（Najib Razak）宣布，马来西亚和印尼计划共同开发一款「东协汽车」，印尼总统佐科·維多多已对这个构想表示欢迎。东协是全球第5大汽车市场，去年共卖出350万辆。东协的10个成员国，其民间的机动化运输程度都很低，加上中產阶级壮大带来的採购力及都市化，都意味这地区已成为汽车需求热点。东协国家中，迄仅有马来西亚的汽车市场是由自家品牌所主导。在马来西亚汽车市场，最大的对手为日本，但计划因一些政策而告吹。

## 第三次推行
2018年6月29日，首相马哈迪·莫哈末与印尼总统佐科威今在双边对话中，同意大马宝腾和印尼联手，重启“东协汽车”计划，生产东协汽车。